# Бенсдорф
Бенсдорф (нім. Bensdorf) — громада в Німеччині, розташована в землі Бранденбург. Входить до складу району Потсдам-Міттельмарк. Складова частина об'єднання громад Вустервіц.
Площа — 34,13 км2. Населення становить 1235 ос. (станом на 31 грудня 2020).

## Галерея

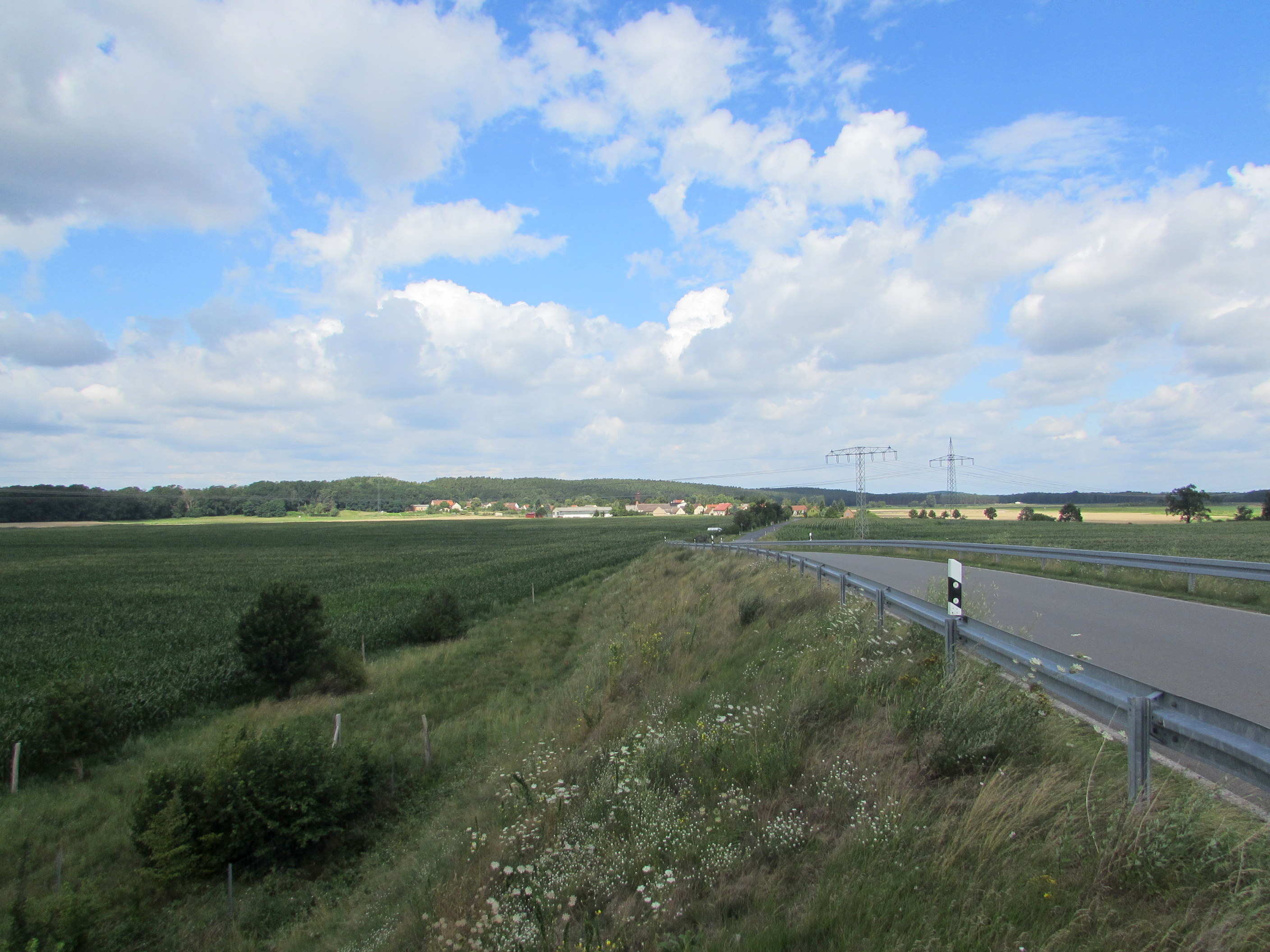
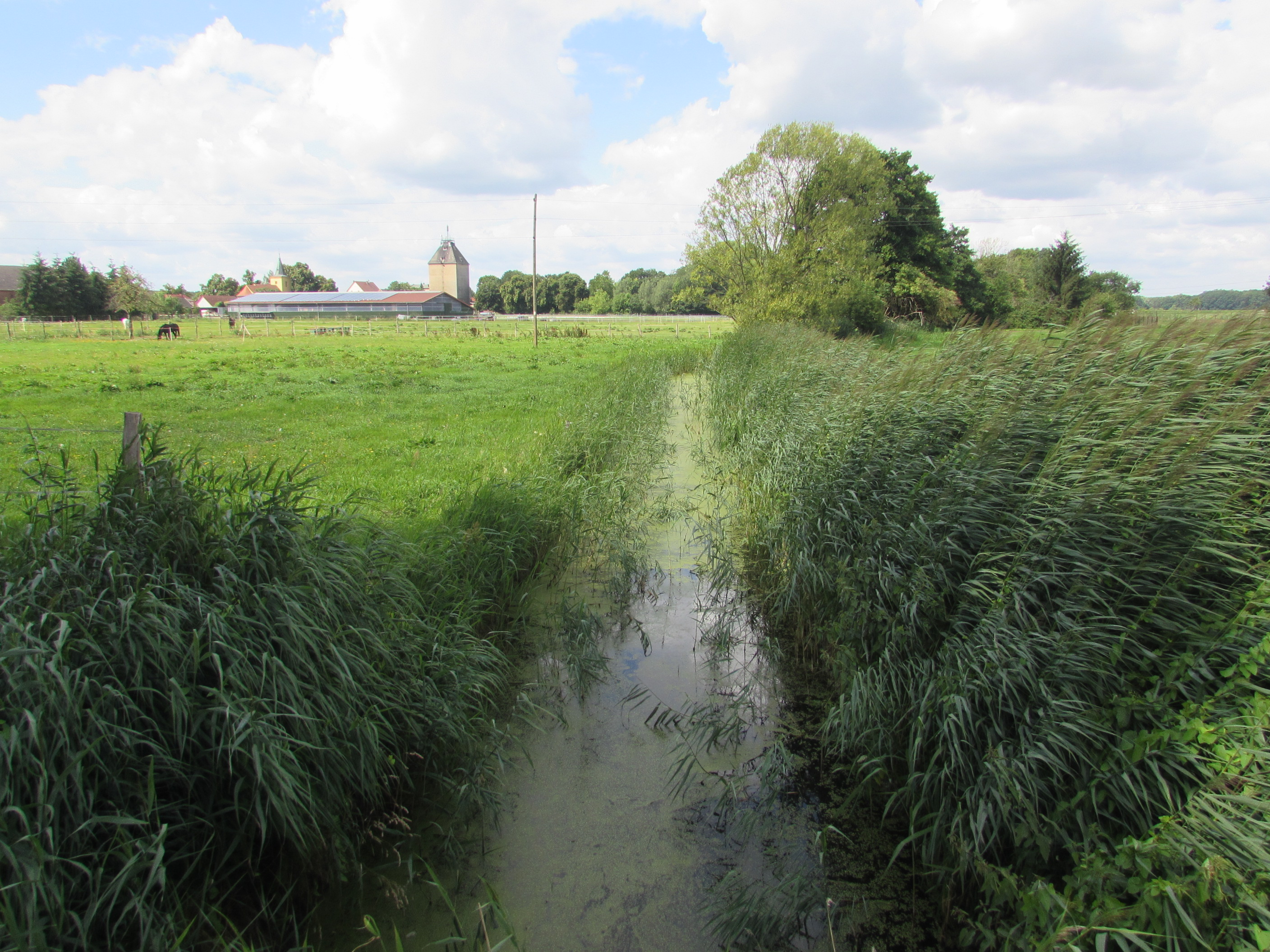
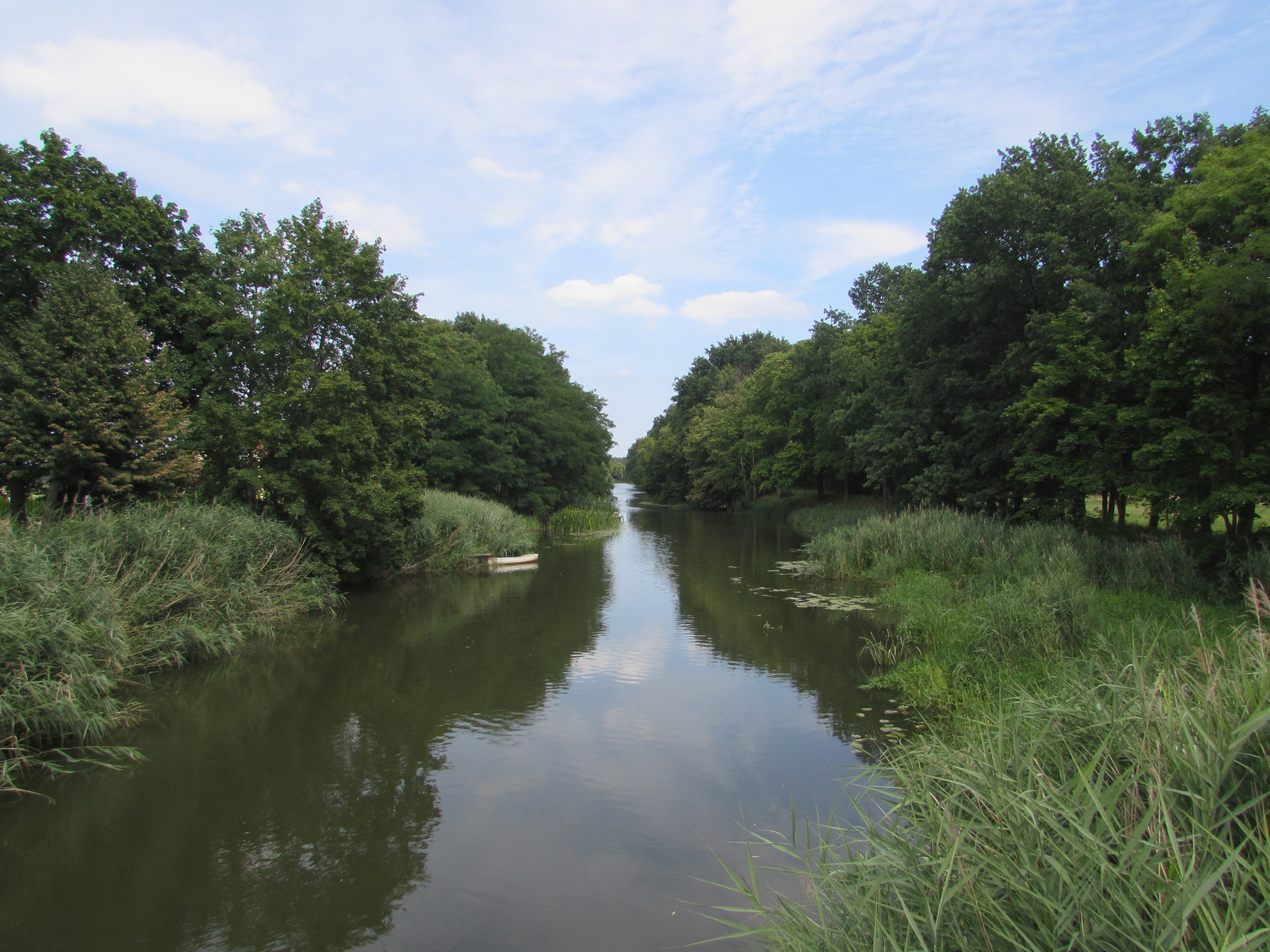
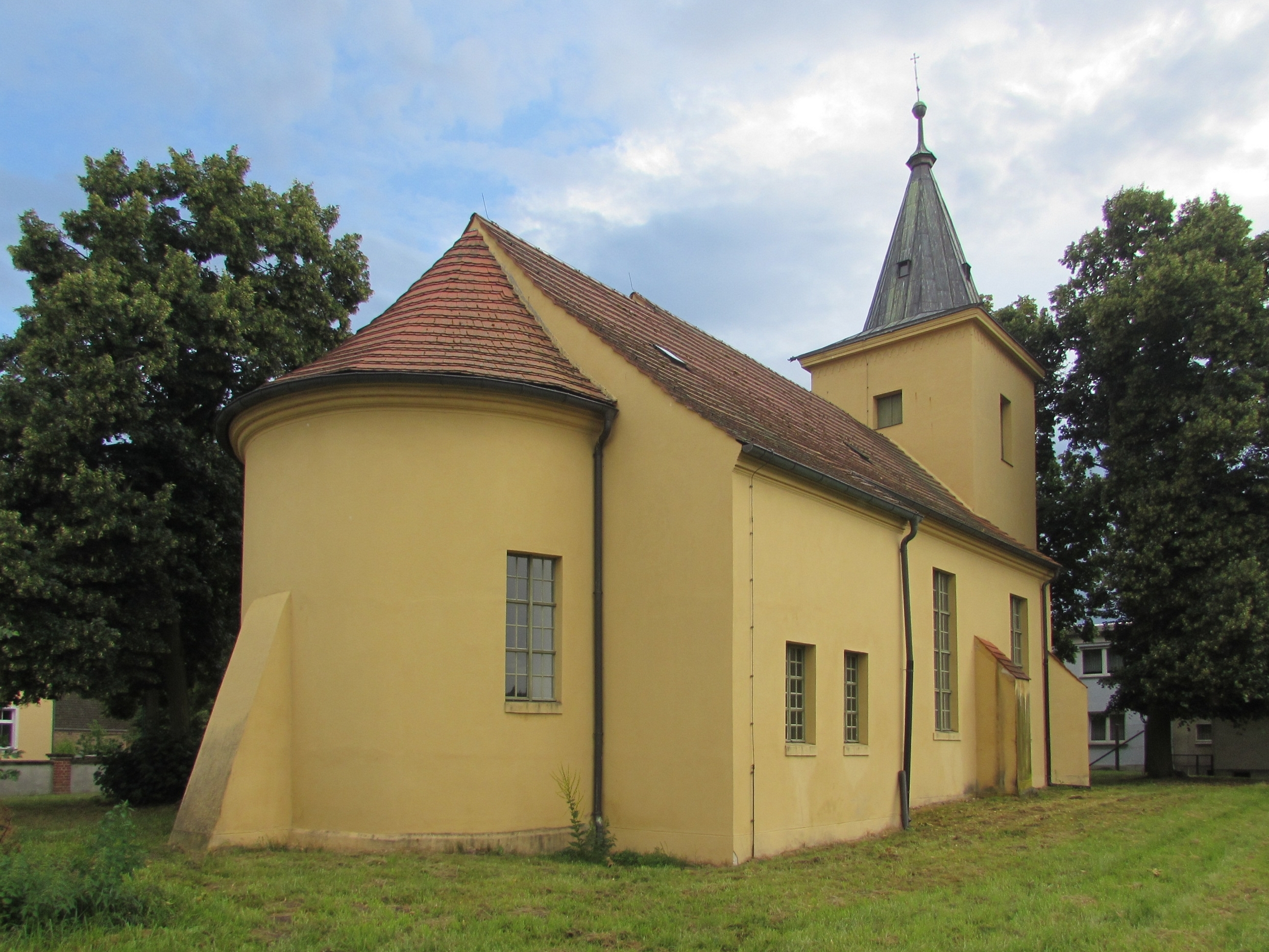
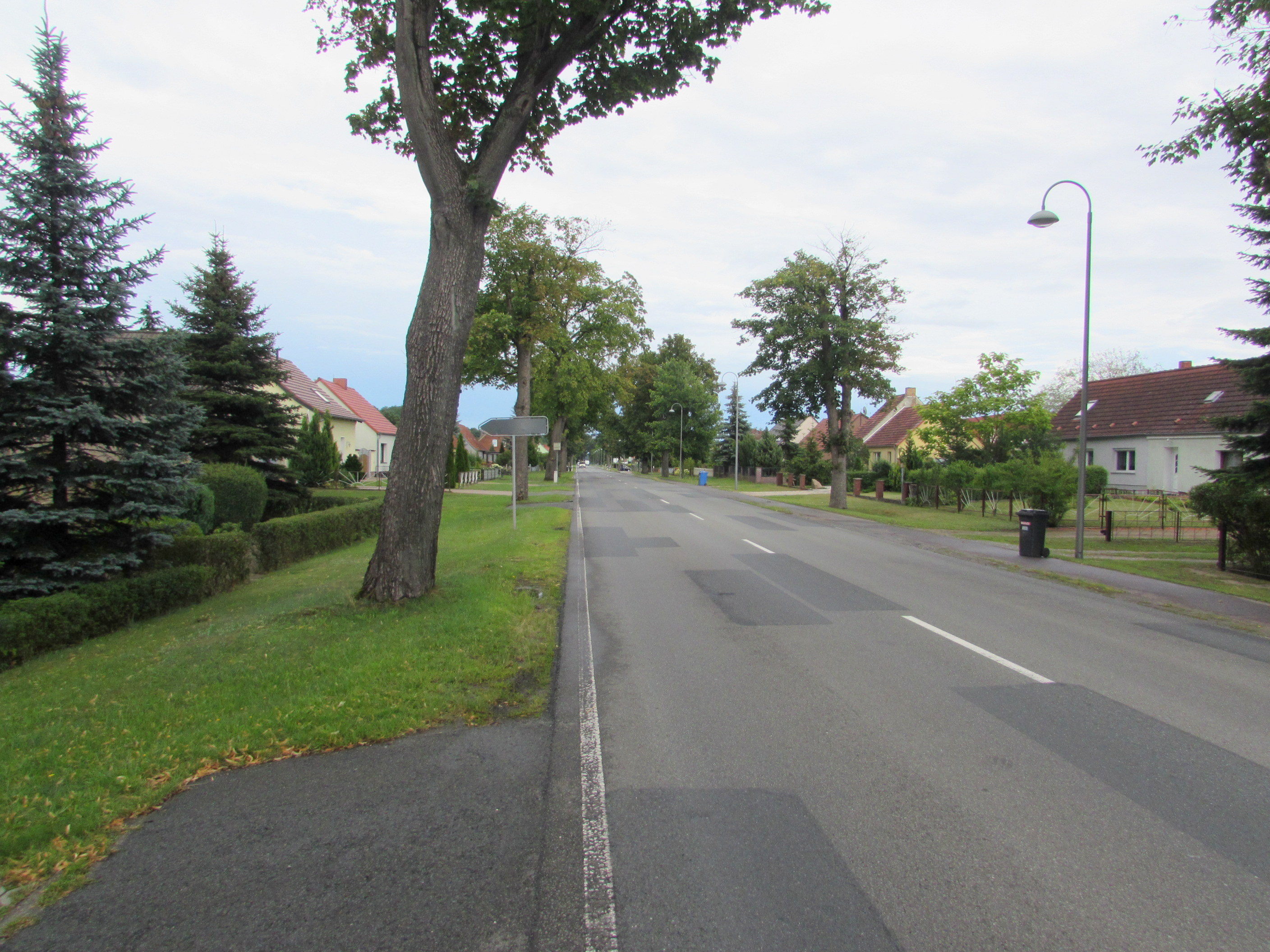
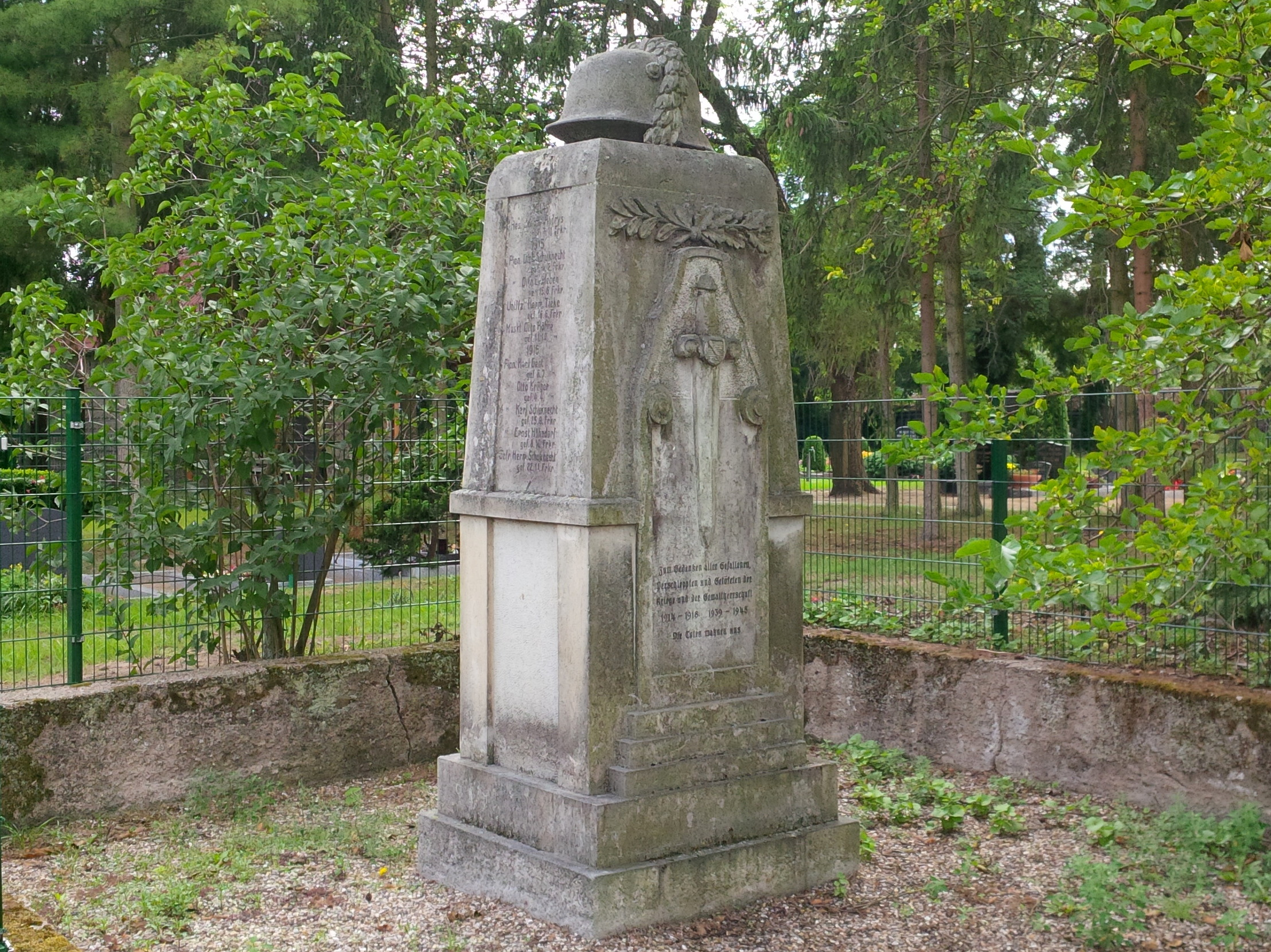